# Dryptosauroides
Dryptosauroides ist eine dubiose (zweifelhafte) Gattung von theropoden Dinosauriern aus der Oberkreide (Maastrichtium) Indiens. Sie ist lediglich von wenigen Wirbel- und Rippenfragmenten bekannt, die nahe der Stadt  Jabalpur in den Schichten der Lameta-Formation entdeckt wurden. Heute wird Dryptosauroides innerhalb der Ceratosauria klassifiziert. Einzige Art ist Dryptosauroides grandis.

## Merkmale
Bekannt sind sechs fragmentarische Rückenwirbel, ein Halswirbel sowie vier fragmentarische Rippen. Die Rückenwirbel stammen aus dem hinteren Bereich des Rumpfes, da die Wirbelkörper keine Pleurocoele (seitliche Aushöhlungen) zeigten. Insgesamt folgen die Knochen dem Bauplan, der für Vertreter der Abelisauridae typisch ist.

## Systematik
Anfangs galt Dryptosauroides als ein Vertreter der Coelurosauria. Novas (2004) zeigte, dass es sich um einen Vertreter der Ceratosauria handelte, der möglicherweise innerhalb der Abelisauroidea einzuordnen ist.

## Forschungsgeschichte, Namensgebung und Gültigkeit
Dryptosauroides wurde 1933 von den Paläontologen Friedrich von Huene und Charles Matley beschrieben; die Funde stammen aus den Schichten der Lameta-Formation in der Nähe der Stadt Jabalpur. Der Name Dryptosauroides bedeutet so viel wie „Dryptosaurus-ähnlich“; von Huene und Matley wählten diesen Namen, da sie Ähnlichkeiten mit der Gattung Dryptosaurus feststellten.
Da die Fossilien keinerlei Merkmale zeigen, die eine Abgrenzung zu anderen Gattungen erlauben, wird Dryptosauroides heute als Nomen dubium betrachtet. Dryptosauroides gesellt sich zu mehr als einem halben Dutzend Gattungen der Abelisauroidea, die aus der Lameta-Formation beschrieben wurden. Da die Knochen selten im Zusammenhang, sondern meistens isoliert vorgefunden wurden, und da ein großer Teil dieser Fossilien heute verloren gegangen ist, lassen sich diese Gattungen nach heutigem Stand nicht sinnvoll voneinander abgrenzen. So gehörte das Knochenmaterial, das als Dryptosauroides, Coeluroides, Lametasaurus, Indosuchus, Indosaurus, Ornithomimoides mobilis und Rajasaurus beschrieben wurde, wahrscheinlich zu nur einer oder zwei verschiedenen Gattungen.